# مردیث
مردیث (انگلیسی: Meredith Corporation) یک ابرشرکت رسانه‌ای در دموین، آیووا است. این ابرشرکت مالک شبکه‌های تلویزیونی، وبسایتها، روزنامهها و شبکه‌های رادیویی است. روزنامه‌ها و مجلات مردیث در مجموع ۱۲۰ میلیون خواننده دارند. این شرکت رسانه‌ای در سال ۲۰۱۹ حدود ۸۱۰ میلیون دلار درآمد و ۳۸ میلیون دلار سود خالص داشت. این شرکت در سال ۱۹۰۲ توسط ادوین تی مردیث پایه‌گذاری شد.
از مجلات تحت مالکیت مردیث می‌توان به پیپل و اینترتینمنت ویکلی اشاره کرد. همچنین چندین شبکه خبری محلی در شهرهای مختلف ایالات متحده آمریکا تحت اختیار مردیث هستند.